# جیووانی فرانگیپانه
جیووانی فرانگیپانه (انگلیسی: Giovanni Frangipane; ۹ فوریهٔ ۱۹۰۲ – ۱۹۶۷ (۶۴−۶۵ سال)) ورزشکار فوتبال اهل ایتالیا بود.
از باشگاه‌هایی که در آن بازی کرده‌است می‌توان به باشگاه فوتبال پالرمو اشاره کرد.